# Augustinerkirche (Gotha)

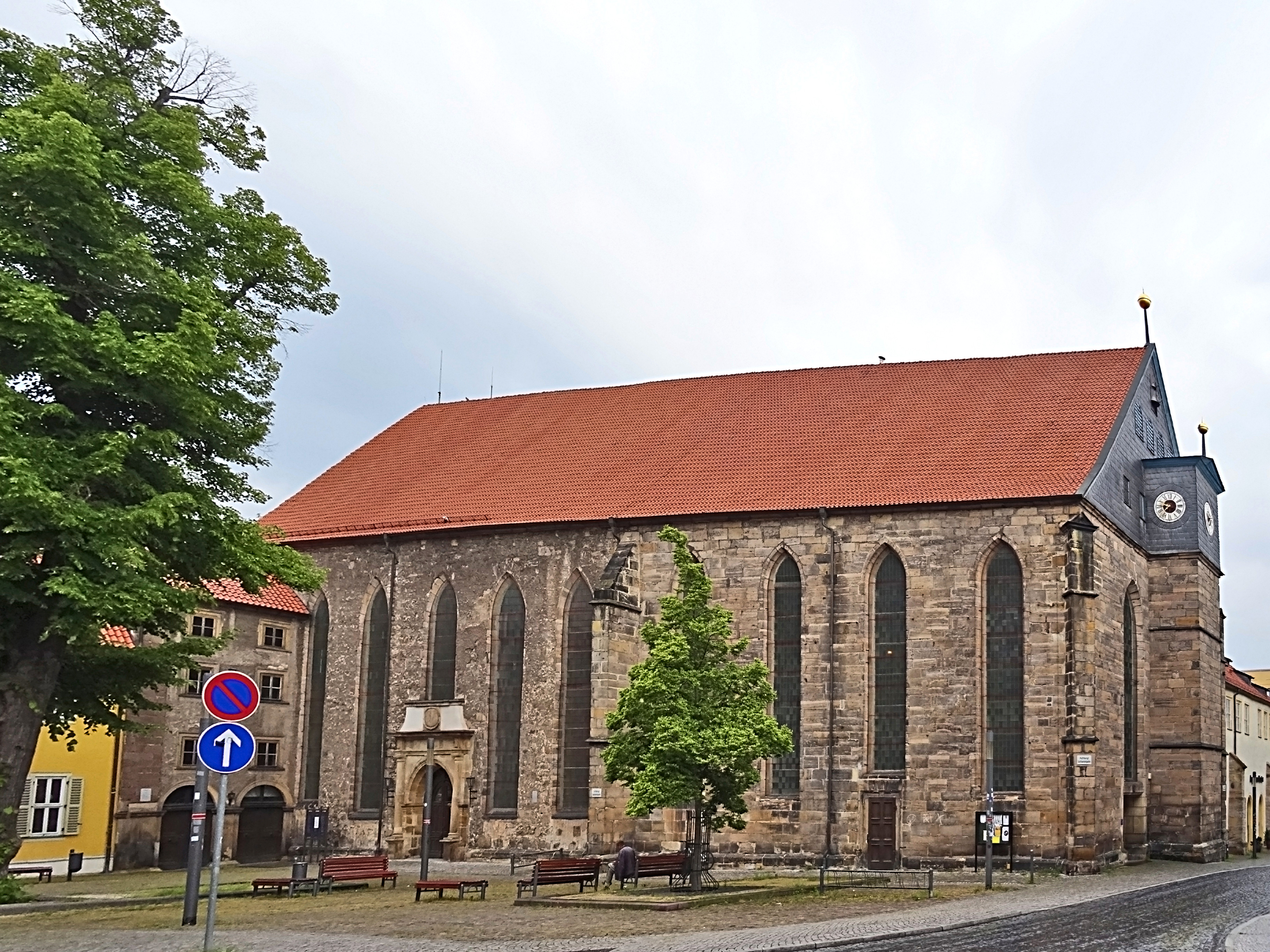
Augustinerkirche von Süden

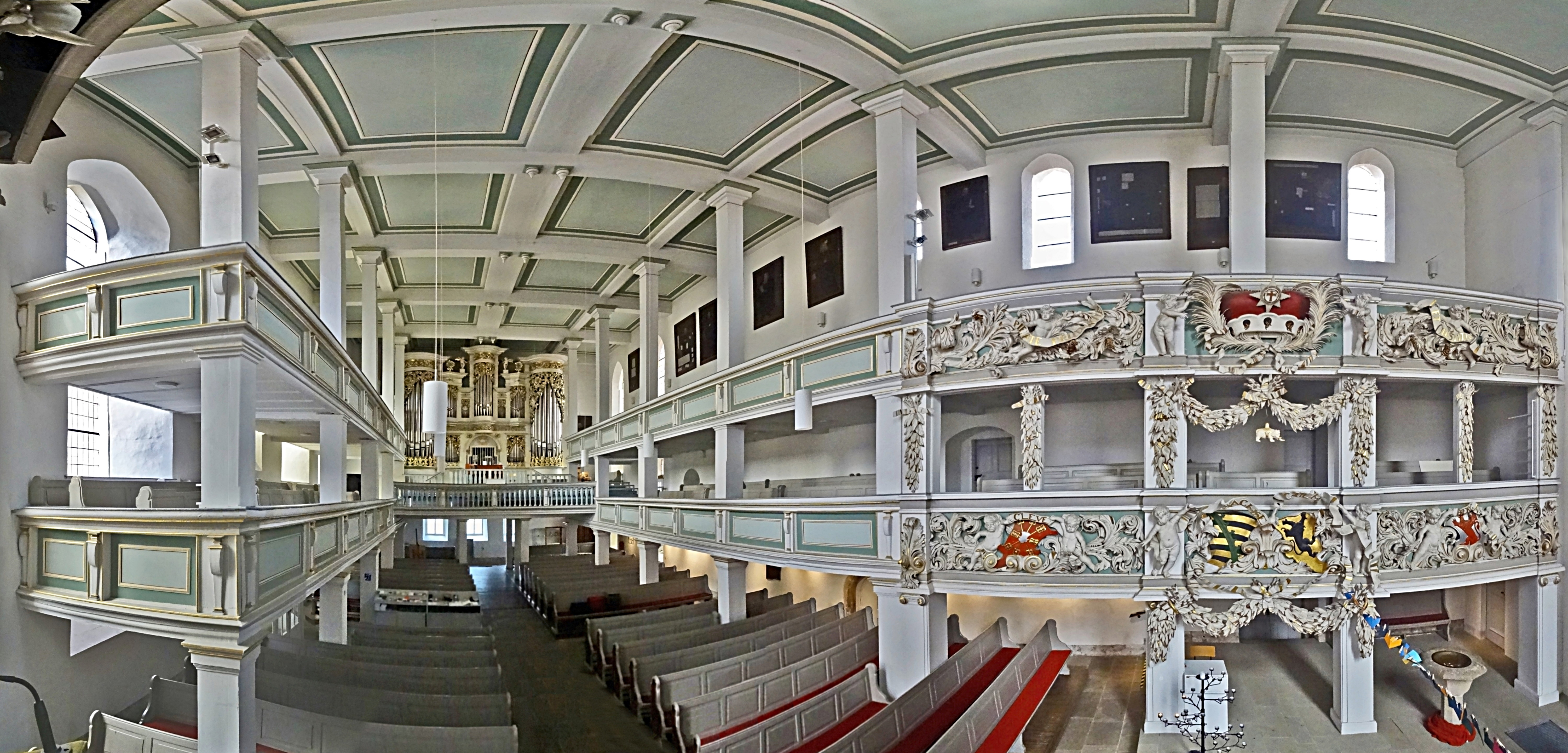
Innenraum-Panorama

Die Augustinerkirche in der Altstadt von Gotha, ehemals Klosterkirche der Augustiner-Eremiten, ist heute evangelische Pfarrkirche.

## Geschichte

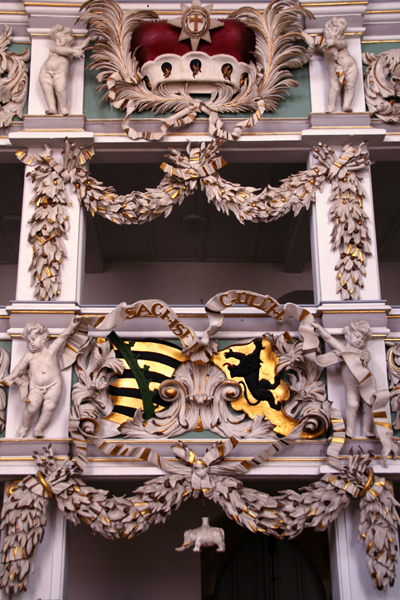
Fürstenloge

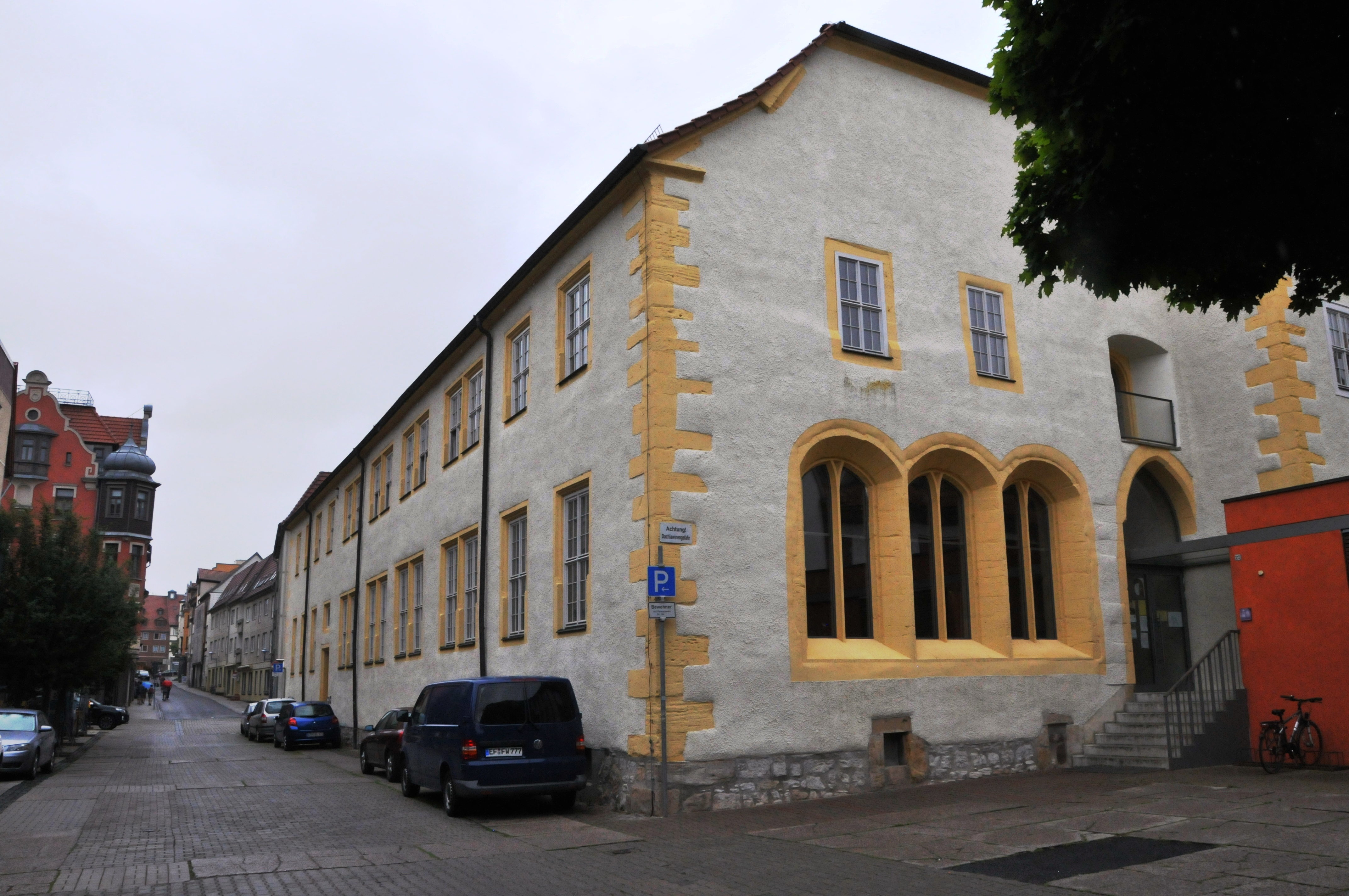
Gemeindesaal

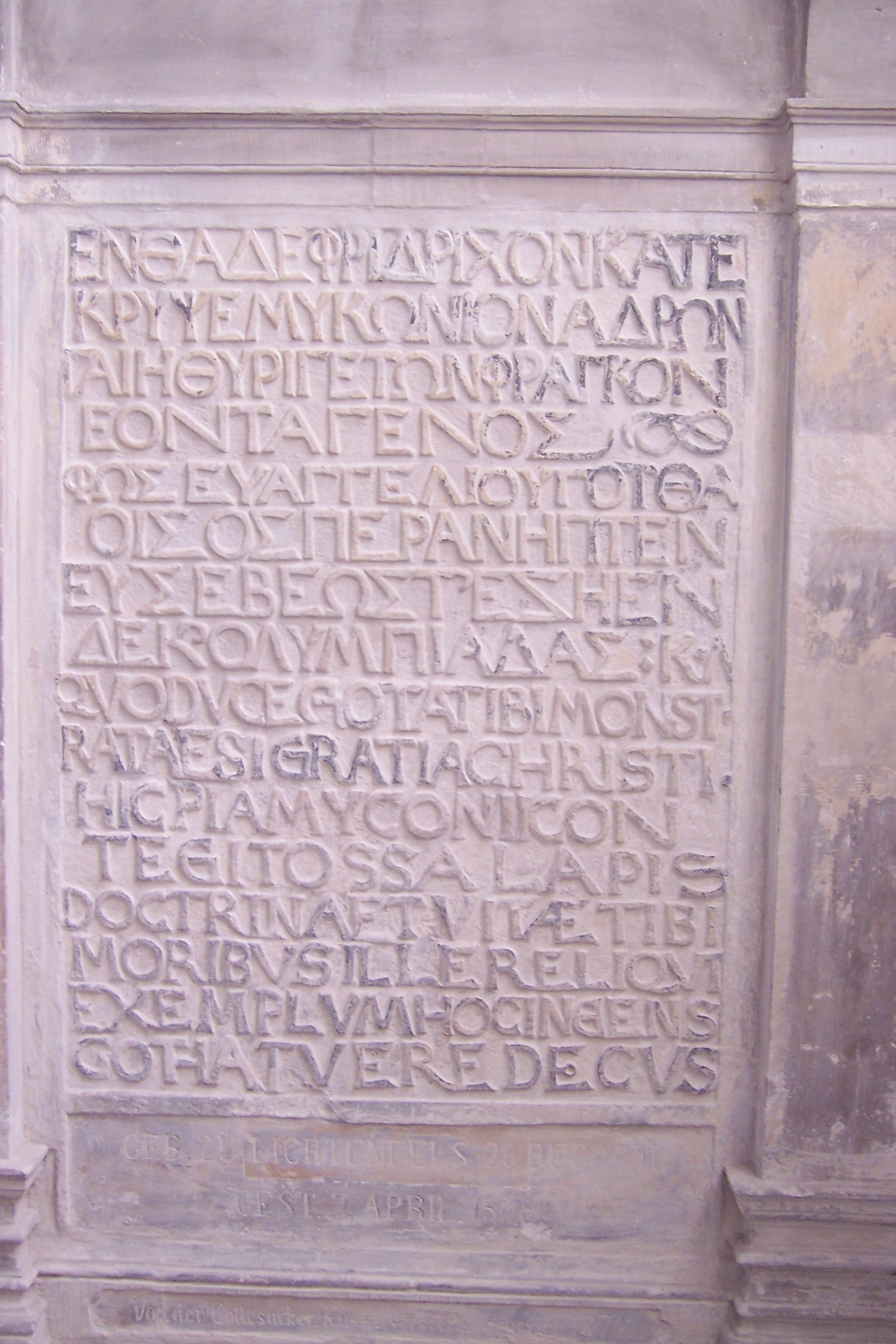
Epitaph für Friedrich Myconius neben dem Altar

1216 gründeten Zisterziensernonnen in Gotha ein Kloster. Dieses gelangte 1258 in den Besitz der Augustinermönche. Sie erweiterten das Kloster und errichteten eine neue Kirche. Nach der Reformation und der Auflösung des Augustinerkonvents wurde die Kirche 1676 unter Herzog Ernst I. durch Andreas Rudolph umgebaut und bis 1680 frühbarock ausgestattet. Dabei erhielt sie zweigeschossige Emporen.
Berühmtester Prediger in der Augustinerkirche war der Augustinermönch Martin Luther, der hier mehrmals (so etwa am 8. April 1521) auf der Kanzel stand. 1524 wurde die Kirche evangelisch.
Am 21. Dezember 1524 gründete der Reformator und Gothaer Superintendent Friedrich Myconius in den einstigen Klosterräumen das aus der Lateinschule hervorgegangene Gothaer Gymnasium, das um 1600 durch Herzog Johann Casimir von Sachsen-Coburg den Zusatz Illustre („vortrefflich“, „glänzend“, „berühmt“) erhielt. Im Lauf seines Bestehens lehrten hier namhafte Schulreformer und Pädagogen wie z. B. Cyriacus Lindemann, Andreas Reyher, Friedrich von Schlichtegroll, Friedrich Jacobs und Johann Georg August Galletti. Aus dem Gymnasium Illustre ging 1859 durch den Zusammenschluss mit dem Herzoglichen Realgymnasium das noch heute (an anderer Stelle) bestehende Gymnasium Ernestinum hervor.

## Bau
Die ehemalige Klosterkirche ist eine Hallenkirche mit einem langen Chor, der in den 1930er-Jahren stark verkürzt wurde. Durch den neu entstandenen dahinter liegenden Raum konnte eine Winterkirche eingerichtet werden. Das Äußere der Kirche ist als Bettelordenskirche schlicht gehalten, und sie hat keinen Turm.
Im Jahr 1939 wurde das Kirchenschiff verkürzt, also die Altarwand um mehrere Säulen-Abstände in den Kirchenraum vorgezogen (der so gewonnene Raum enthält heute das Archiv sowie in den Etagen darüber Räume für die Gemeindearbeit). Ebenso wurde die dritte Empore entfernt. Das 1844 vom Hofmaler Paul Emil Jacobs geschaffene monumentale (5,20 m Breite und 8,70 m Höhe) Altargemälde Kalvarienberg wurde entfernt und eingelagert; nach Jahrzehnten in Vergessenheit wurde es restauriert und kam 1998 als Geschenk in die Stadtkirche Hohenleuben.
Bei Luftangriffen 1944 und 1945 erlitt die Kirche leichtere Schäden.
Die EKD stellte zwischen 1973 und 1975 die Summe von 220.000 D-Mark bereit, damit über ein Kirchenbauprogramm in der DDR dieselbe Summe in DDR-Mark für Sanierungs-Bauleistungen dieses Sakralbaus verfügbar war.

## Ausstattung
Zur Ausstattung gehören eine Schmid-Böhm-Orgel mit frühbarockem Prospekt, die Fürstenloge und die frühbarocke Kanzel.
Rechts neben dem Altar ist in die Wand der Grabstein des Reformators und Gothaer Superintendenten Friedrich Myconius eingelassen. Der Stein wurde nach der Aufhebung des Alten Gottesackers 1874 in die Augustinerkirche überführt. Der erste Teil seiner von Johannes Stigel verfassten Inschrift ist in Griechisch, der zweite in Latein. Die Übersetzung des Griechischen lautet: „Hier hat Erde den tüchtigen Thüringer Friedrich Myconius verborgen, der der Herkunft nach ein Franke war. Das Licht des Evangeliums hat er den Gothaern gleichsam angezündet, und gottesfürchtig lebte er elf Olympiaden und das übrige.“ Der zweite, lateinische Teil lautet übersetzt: „Dieser Stein bedeckt die frommen Gebeine des Myconius, unter dessen Führung, Gotha, dir die Gnade Christi gezeigt wurde. Durch Lehre und Lebenswandel hat jener dir ein Beispiel hinterlassen. Dies betrachte, Gotha, als eine große Ehre.“

## Orgel

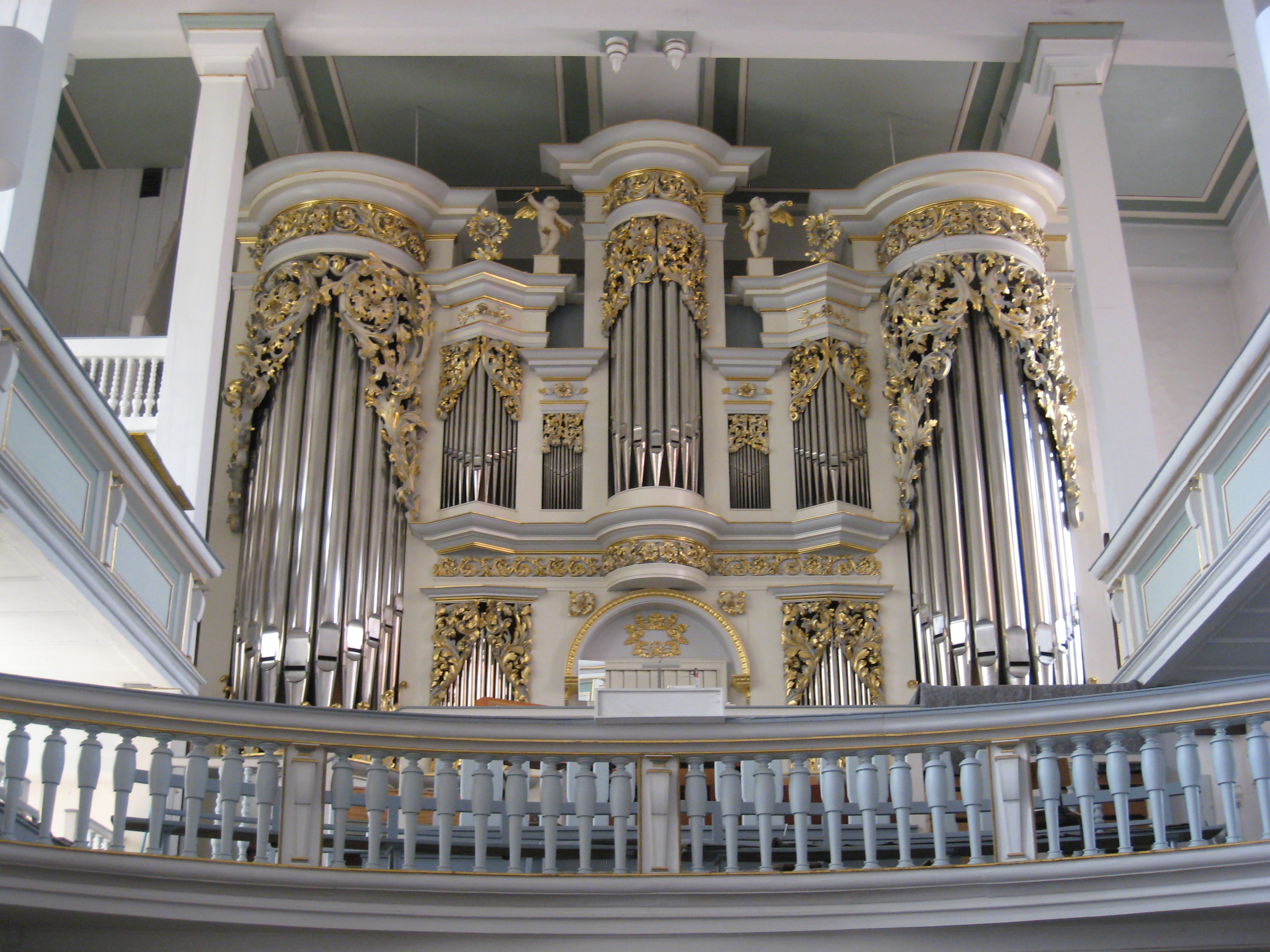
Blick auf die Orgel

Die Orgel wurde 1993 von den Orgelbauern Rudolf Böhm (Gotha) und Gerhard Schmid (Kaufbeuren) im Gehäuse der Gebrüder Wedemann aus dem Jahr 1692 erbaut. Das Schleifladen-Instrument hat 49 Register auf vier Manualwerken und Pedal. Die Spieltrakturen sind mechanisch, die Registertrakturen sind elektrisch. Die Disposition
| I Hauptwerk C–g3 |       |
| Gedackt Pommer   | 16′   |
| Principal        | 8′    |
| Spitzflöte       | 8′    |
| Octav            | 4′    |
| Koppelflöte      | 4′    |
| Gemsquinte       | 2 ⁄3′ |
| Octav            | 2′    |
| Mixtur IV        | 2′    |
| Scharfcymbel II  | 1⁄2′  |
| Fagott           | 16′   |
| Trompete         | 8′    |

| II Schwellwerk C–g3 |        |
| Bordun              | 16′    |
| Rohrflöte           | 8′     |
| Salicional          | 8′     |
| Schwebung           | 8′     |
| Principal           | 4′     |
| Traversflöte        | 4′     |
| Nasat               | 2 ⁄3′  |
| Blockflöte          | 2′     |
| Terzflöte           | 1 3⁄5′ |
| Septim              | 1 ⁄7′  |
| Plein Jeu V         | 2 ⁄3′  |
| Dulcian             | 16′    |
| Englisch Horn       | 8′     |
| Clairon             | 4′     |
| Tremulant           |        |

| III Schwellwerk C–g3 (Kleinpedal) |     |
| Gedackt                           | 8′  |
| Quintadena                        | 8′  |
| Prästant                          | 4′  |
| Gemshorn                          | 4′  |
| Waldflöte                         | 2′  |
| Octave                            | 1′  |
| Rauschwerk IV                     | 1′  |
| Rankett                           | 16′ |
| Schalmey                          | 8′  |
| Trichterregal                     | 4′  |
| Tremulant                         |     |

| IV Recit C–g3 |    |
| Flöte         | 8′ |
| Gamba         | 8′ |
| Principal     | 4′ |
| Piccolo       | 2′ |
| Trompette     | 8′ |
| Clarine       | 4′ |
| Tremulant     |    |
| Carillon      |    |

| Pedalwerk C–f1 |         |
| Principal      | 16′     |
| Subbass        | 16′     |
| Quintbass      | 10 2⁄3′ |
| Octavbass      | 8′      |
| Großterz       | 6 2⁄5′  |
| Rohrpommer     | 4′      |
| Posaune        | 16′     |
| Trompetenbass  | 8′      |

- Koppeln: II/I, III/I, IV/I, III/II, I/P, II/P, III/P, IV/P

## Augustinerkloster und Kreuzgang (Anbauten)

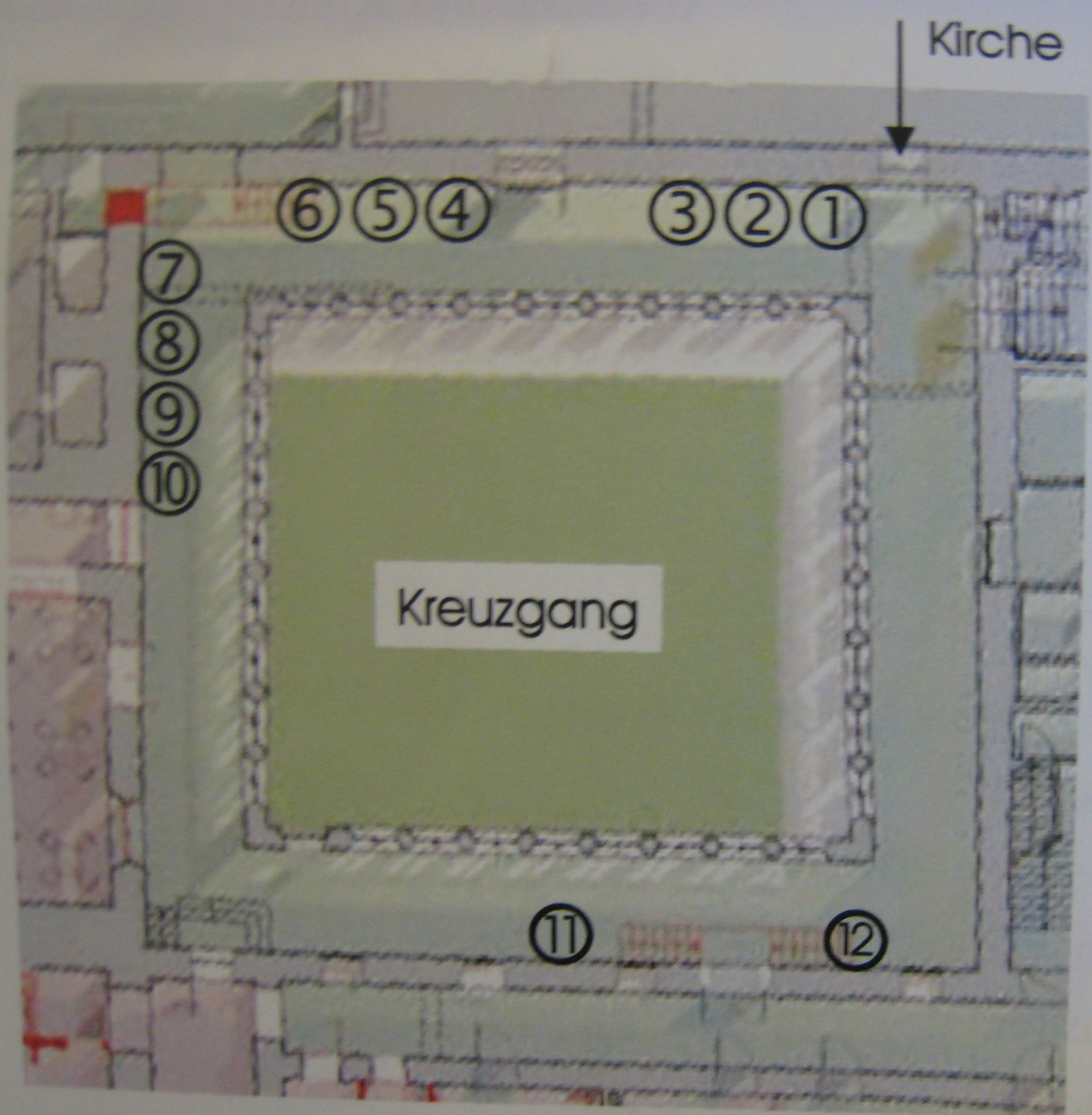
Grabsteine im Kreuzgang mit Nummern

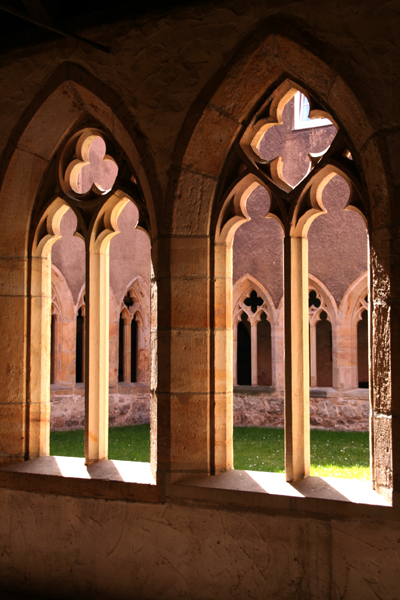
Kreuzgang

An die Kirche schließt sich nördlich das ehemalige Augustinerkloster an, einst das älteste in Thüringen. Dort befindet sich auch der vollständig erhaltene gotische Kreuzgang von 1366, der im Zuge eines Ausbaus der Kirche im gleichen Jahr errichtet wurde. Entlang der Wände stehen die Grabsteine und Epitaphe folgender Gothaer Persönlichkeiten (vgl. Nummern auf Plan):
1. Johann Heinrich Erdmann (* 10. Dezember 1664 in Waltershausen; † 25. April 1739 in Gotha), Student in Jena, seit 1734 Archidiakon
2. Christoph Brunchorst (1604–1664), Hofprediger und Konsistorialassessor, arbeitete im Auftrag Herzog Ernst des Frommen an der Edierung der Ernestinischen Bibel; Darstellung in Amtstracht
3. Rosina Elisabeth Gotter († April 1727), dritte Ehefrau von Hofrat Ludwig Andreas Gotter
4. Johann Franz Buddeus (1667–1729), Professor der Theologie und Kirchenrat (Epitaph)
5. Grabplattendetail von Buddeus
6. Salomon Glass (1593–1656), Generalsuperintendent
7. Karl Franz Buddeus (1695–1753), Theologe, Hofrat und Vizekanzler Herzog Friedrichs III.
8. Peter Zacharias von Wölcker (1688–1726), aus Nürnberg; fürstlich-sächsischer Kommissionsrat für Herzog Friedrichs II.
9. Heinrich Christian Mühlpfort (1702–1703), jüngster und früh (an der Platternseuche) verstorbener Sohn Dr. Christian Hieronymus Mühlpforts
10. Stein mit Mahnung "Homo bulla, memento mori!" (Eine Wasserblase ist der Mensch: bedenke, daß du sterblich bist!)
11. Johann Georg August Galletti (1750–1828), Professor am Gymnasium Illustre und Vater der Kathederblüte, die zur Wand gekehrte Seite des Grabsteines ist seiner zweiten Frau Wilhelmine gewidmet
12. Grabplatte für Maria Elisabetha Jacobs, geb. Volck (1655–1720)

Der größte Teil der Grabsteine und Epitaphe stammt vom einstigen Friedhof I (auch Alter Gottesacker genannt) zwischen Werderstraße (heute Bohnstedtstraße) und Eisenacher Straße. Im Zuge dessen Beräumung 1904 wurden sie in den Kreuzgang versetzt. Darüber hinaus finden sich dort noch ein nicht datiertes steinernes Relief mit der Darstellung des gekreuzigten Jesus sowie ein anonymer barocker Grabstein mit der lateinischen Inschrift HOMO BULLA MEMENTO MORI („Der Mensch ist nur eine (Wasser)Blase. Gedenke, dass du sterblich bist.“)
Das Denkmal für Josias Friedrich Löffler von 1821 wurde 1996 aus dem Kreuzgang in den Schulhof der nach ihm benannten Staatlichen Grundschule „Josias Friedrich Löffler“ versetzt.

## Sagen

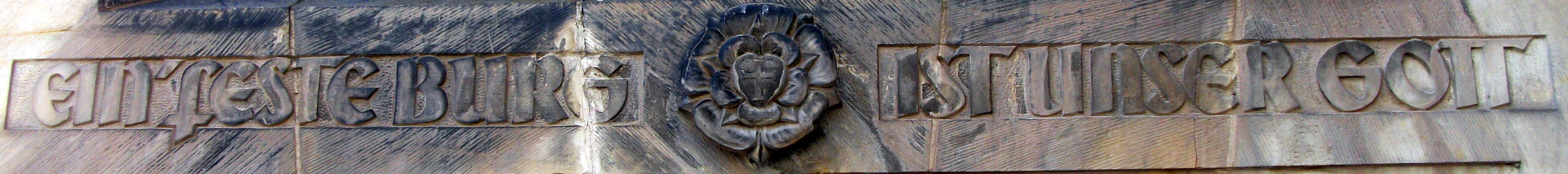
Luther-Wort über dem Seitenportal

Mit der Augustinerkirche sind auch zwei bekannte Gothaer Sagen verknüpft. Die Der Teufel in der Kirche betitelte berichtet von einer Predigt Martin Luthers am 8. April 1521 in dem Gotteshaus. Während der Predigt des Reformators soll der Teufel im Westgiebel gesessen und – erbost darüber, dass ihm Luther so viele Seelen entzog – unter großem Gepolter Steine aus der Wand gebrochen haben, um diese hinab ins Kirchenschiff zu schleudern. Luther jedoch ließ sich davon nicht beirren, und wie durch ein Wunder wurde auch keiner der zahlreichen Kirchgänger von den Steinen getroffen.
Die Überlieferung Der eingemauerte Augustiner erzählt von einem Mönch des Klosters, der sich eines schweren Vergehens gegen die Ordensregeln schuldig gemacht haben soll. Um seine Schuld zu sühnen, verurteilten ihn seine Mitbrüder dazu, im sogenannten Kleinen Hof des Klosters bei lebendigem Leibe in eine Nische eingemauert zu werden. An jener Stelle ließ der Abt als dauerhafte Mahnung an die Brüder, sich an die Regeln des Ordens zu halten, ein steinernes Gesicht in die Mauer einlassen. Noch viele Jahrzehnte soll der Geist des eingemauerten Mönches, der ob seiner Verfehlung auch im Tod keinen Frieden finden konnte, nächtens im Kloster gespukt haben. Der Spuk verschwand erst, als bei einem Umbau der Kleine Hof und damit auch die Mauernische und das steinerne Gesicht verschwanden.

## Varia
- Augustinermönche aus Gotha waren es, die in Grimma Ende des 13. Jahrhunderts ein Augustinerkloster gründeten, dessen Kirche – zumindest als Bauwerk – noch besteht; aus dem Kloster entstand ab 1550 die Landes- und Fürstenschule Grimma, in der heute das Gymnasium St. Augustin zuhause ist.